# Ли, Людмила Мунсековна
Людмила Мунсековна Ли (род. 23 мая 1951, Джамбулская область) — советская артистка балета и казахстанский педагог, солистка Казахского государственного академического театра оперы и балета имени Абая в 1968—1989 годах. Заслуженная артистка Казахской ССР (1986), Почётный работник образования Республики Казахстан (2005), Кавалер ордена «Құрмет» (2009), Кавалер ордена «Парасат» (2018), Заслуженный деятель Казахстана (2024).
С 2015 года назначена художественным руководителем Алматинского хореографического училища имени А. Селезнёва. С 2022 года — председатель ОО «Союз хореографов Казахстана».

## Биография
- В 1961 году поступила в Казахское государственное хореографическое училище (Ныне АХУ имени А. Селезнёва).
- Окончила училище в 1968 году и получила среднее профессиональное образование квалификации «Артист балета».
- После окончания училища была солисткой в Казахском государственном академическом театре оперы и балета им. Абая.
- С 1993 по 1997 года окончила Казахский Государственный институт театра и кино им. Т. Жургенова, специальность — «педагог-хореограф».
- С 2022 года — председатель общественного объединения «Союз хореографов Казахстана».

## Трудовая деятельность
- 1968—1989 — солистка балета Казахского государственного академического театра оперы и балета им. Абая.
- С 1994 года — преподаватель классического танца Алматинского хореографического училища имени А. Селезнёва.
- 2012—2015 — заместитель директора по учебно-методическому объединению специальности «Хореографическое искусство» Алматинского хореографического училища имени А. Селезнёва.
- С 2015 года — художественный руководитель Алматинского хореографического училища имени А. Селезнёва.

## Творчество

### Профессиональная деятельность
- 1968−1989 — солистка балета Государственного Академического театра оперы и балета им. Абая.

Исполнила ведущие и сольные партии в балетах:
- «Щелкунчик» — Маша;
- «Бахчисарайский фонтан» — Зарема;
- «Спартак» — Эгина, Невеста;
- «Фрески» — Невеста;
- «Пульчинелло» — Пимпинелла;
- «Барышня и хулиган» — Барышня;
- «Жизель» — Мирта;
- «Шопениана» — Мазурка, 7 вальс;
- «Дон-Кихот» — Уличная танцовщица, Цыганский танец, Болеро;
- «Жар-птица» — Жар — птица;
- «Вальпургиева ночь» — Вакханка;
- «Игра в карты» — Королева;
- «Лебединое озеро» — Па-де труа, большие лебеди, испанский танец;
- «Половецкий стан» — Чага;
- «Баядерка» — Индусский танец, Трио.

### Педагогическая деятельность
Подготовила и выпустила 6 выпусков (2000, 2005, 2010—2012, 2016, 2018), среди которых лауреаты и дипломанты международных балетных конкурсов, деятели хореографического искусства:
- Садыкова Анвара — лауреат премии Фонда Первого Президента РК, магистр искусств, педагог, хореограф, исследователь и пропагандист казахской хореографии, обладатель Государственной стипендии Первого Президента РК — Елбасы в области культуры, победитель проекта «100 новых лиц Казахстана»;
- Тукеева Жанель — заслуженный работник культуры РК, лауреат Президентской стипендии в области культуры, лауреат международного фестиваля творческой молодежи «Шабыт», Прима-балерина ГАТОБ им. Абая;
- Губанова Анастасия — Лауреат 1 премии «Фуэтэ — Артек Григоровича», Прима-балерина Государственного театра В. Гордеева, солистка балета Большого театра (Россия, г. Москва), Московского музыкального театра им. К. С. Станиславского и Вл. И.Немировича-Данченко;
- Кудабаева Динара — Лауреат «Танц — Олимп» Германия −3 премия, солистка ГАТОБ им. Абая;
- Испанова Бахытгуль — Лауреат международного конкурса хореографических учебных заведений «Орлеу» — 1 премия, Международного хореографического конкурса Южной Корее, г. Сеул; солистка Астана — Опера;
- Ельчибаева Малика — Лауреат международного конкурса хореографических учебных заведений — 2 премия, дипломант Международного хореографического конкурса Южная Корея, г. Сеул; ведущая солистка ГАТОБ им. Абая;
- Омарова Адема — Лауреат «Орлеу» — 3 премия, солистка Будапештского театра оперы и балета Венгрия театра.

### Учебно-методическая деятельность
2015 г. автор — разработчик Типового учебного плана (ППРК от 23.08.2012 г., № 1080) и образовательных Типовых программ по специальным дисциплинам технического и профессионального образования по 2-м квалификациям «Артист балета» и «Артист ансамбля танца».

### Публикации
- 2012 г. статья «Роль педагога классического танца в формировании будущего специалиста сферы искусств» (Сборник докладов І Республиканской педагогической научно-практической конференции «Психолого — педагогические основы подготовки конкурентоспособных профессиональных кадров сферы искусств»);
- 2013 г. статья «Сара Идрисовна Кушербаева» (Сборник статей и очерков к 80 летию Кушербаевой С. И. из серии «Выдающиеся личности казахского балета»)
- 2014 г. статья «Процессы развития национального хореографического образования в Казахстане» (Сборник докладов ІІІ Республиканской педагогической научно-практической конференции, посвященной 80-летию Алматинского хореографического училища им. А.Селезнева);
- 2012 (16 — 18 ноября) — Сборник тезисов Международной конференции «Русский балет как мировой феномен в современном культурном процессе» Россия, Москва — доклад «Место и роль русского балета и хореографического образования в условиях современных интеграционных процессов».

### Творческая работа, организация международных проектов
- 2016 г. VI Международный конкурс хореографических учебных заведений «ӨРЛЕУ»;
- 2017 г. IV Международный фестиваль балетных школ «ӨРЛЕУ», посвященный Заурбеку Райбаеву;
- 2018 г. V Международный фестиваль балетных школ «ӨРЛЕУ», посвященный 85-летнему юбилею АХУ имени А. Селезнева;
- 2018 г. — вступление АХУ им. А. Селезнева в Федерацию международных балетных конкурсов;
- 2019 г. — продюсер документального фильма «Алматинское хореографическое училище-85 лет»;
- 2021 г. VII Международный конкурс-фестиваль хореографических учебных заведений «ӨРЛЕУ»;
- 2023 г. VIII Международный конкурс хореографических учебных заведений «ӨРЛЕУ»;
- 2024 г. VI Международный фестиваль хореографических учебных заведений «ӨРЛЕУ» к 90 летию Алматинского хореографического училища имени А. Селезнёва.

## Награды
- Заслуженная артистка Казахской ССР, 1986
- Почетный работник образования РК, 2005
- Кавалер ордена «Құрмет», 2009
- Медаль «Еңбек ардагерi», 2016
- Кавалер ордена «Парасат», 2018
- Заслуженный деятель Казахстана, 2024

## Дополнительно
- 2018 г. — член международного жюри международного балетного конкурса The World Ballet Trial в г. Токио, Япония;
- 2019 г. — член международного жюри международного балетного конкурса XII Korea International Ballet Competition (KIBC);
- 2019 г. — член международной аккредитационной комиссии (сертификат Эксперта III степени);
- Заместитель председателя Союза хореографов Казахстана.
- 2016 г. — организатор первой творческой командировки и концертов обучающихся АХУ им. А. Селезнева в ЮАР, г. Претория, театр «Брайденбах»; организатор мастер -классов по классическому и народно-сценическому танцам в балетной студии театра в г. Йоханнесбург.